# Contea di Modica
(Paolo Balsamo)
La Contea di Modica (in latino: Comitatus Moticae, in siciliano: Cuntèa di Mòdica, in spagnolo: Condado de Módica) fu un'entità feudale esistita nella parte sudorientale della Sicilia dalla fine del XIII all'inizio del XIX secolo. Fu uno dei più importanti feudi del sud Italia, per dimensione ed importanza storico-politica, ed il suo territorio comprendeva quasi tutta l'area corrispondente all'odierno libero consorzio comunale di Ragusa.

## Territorio

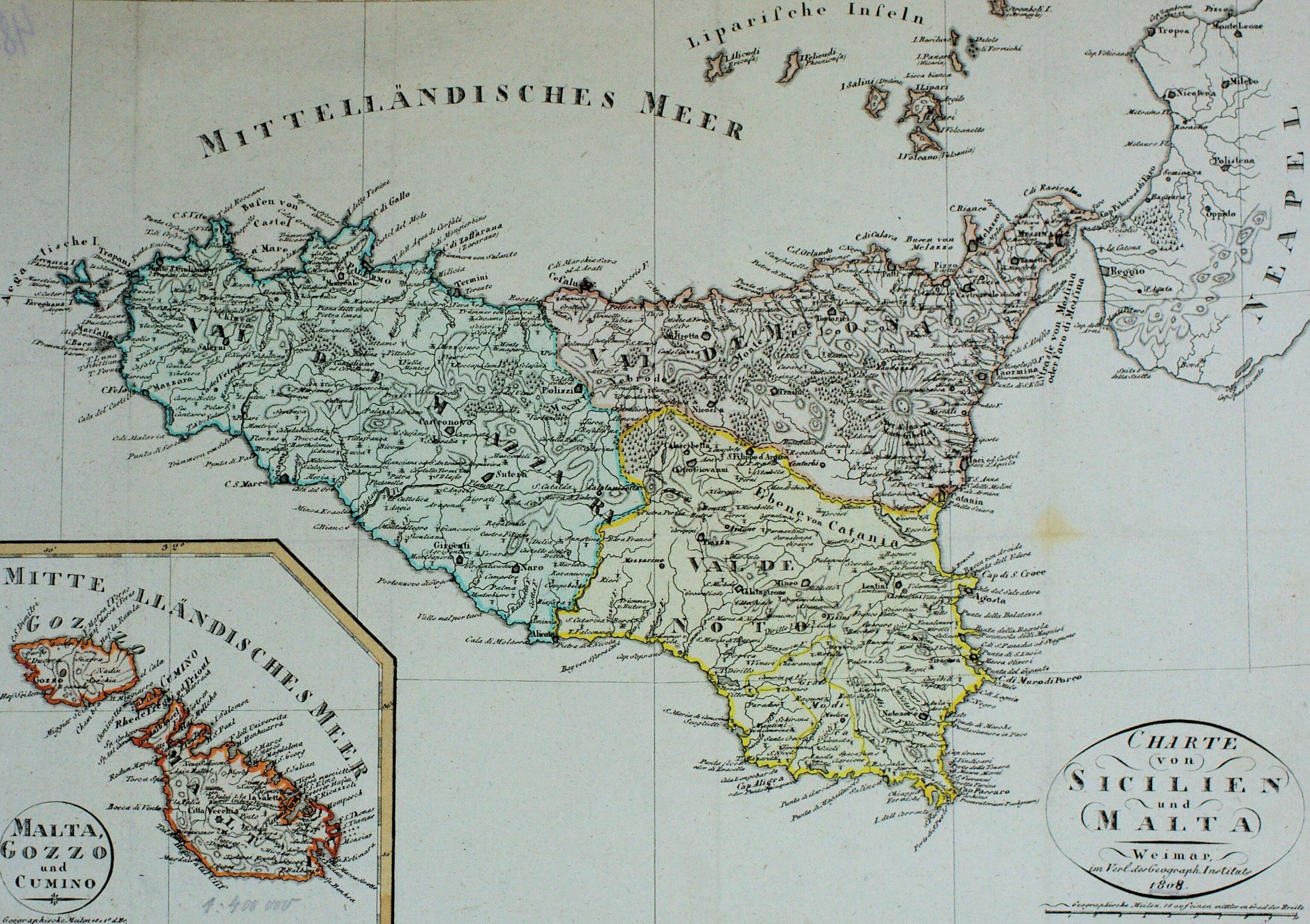
Mappa del Regno di Sicilia e del Protettorato di Malta del 1808, illustrante la divisione in valli ed il territorio della Contea, all'interno del Val di Noto

La Contea di Modica rappresentava il feudo più esteso del Regno di Sicilia, e il suo territorio, al momento della sua soppressione nel 1816, comprendeva oltre Modica, suo capoluogo, gli odierni comuni di Chiaramonte Gulfi, Ispica, Monterosso Almo, Pozzallo, Ragusa, Scicli e Vittoria, facenti parte dell'odierno libero consorzio comunale di Ragusa.

## Storia

### Le origini
La terra ed il castello di Modica - anticamente Mohac - nel Val di Noto, liberati dal dominio saraceno ad opera dei Normanni nel 1093, furono concesse in feudo dal re Ruggero II di Sicilia ad un cavaliere normanno di nome Gualtiero, in considerazione dei suoi servigi militari. Gualtiero, divenuto signore di Modica, assunse il nome del suo feudo quale cognome divenendo così Gualtiero di Modica, e lo trasmise ai suoi discendenti.
Secondo alcune fonti, con Gualtiero II, già nel 1176 la signoria di Modica sarebbe stata elevata a rango di contea, ma non esistono documenti storici tali da provare l'attendibilità di questa tesi. Nel 1194, l'imperatore Enrico VI di Svevia si impossessò del Regno di Sicilia ai danni del legittimo sovrano Guglielmo III d'Altavilla, ed essendo Gualtiero II di Modica fedele a quest'ultimo, il feudo gli venne confiscato. L'Imperatore Enrico concedette il territorio di Modica nel 1200 in feudo al nobile svevo Riccardo di Mosca.
Alla dominazione sveva della Sicilia, a metà XIII secolo fece seguito quella angioina, che registrò l'insofferenza della nobiltà siciliana e sfociò nella rivolta dei Vespri siciliani, con l'appoggio degli Aragonesi. Feudatario di Modica a quel tempo era Federico Mosca, che il 5 aprile 1282 capeggiò la rivolta antiangioina a Modica e Scicli: nel Manifesto di re Pietro III di Aragona, datato 30 dicembre 1282, il Mosca è citato come Fridericus Musca Comes Mohac, e pertanto si potrebbe convenzionalmente collocare alla suddetta data la nascita della Contea di Modica.

### I Chiaramonte (1296-1392)
Il Re Pietro morì nel 1285, e gli successe sul trono della Corona d'Aragona il figlio Giacomo, il quale decise di cedere la Sicilia a Carlo II d'Angiò, con il Trattato di Anagni del 5 giugno 1295. Il Parlamento siciliano, riunito al Castello Ursino di Catania, il 15 gennaio 1296, dichiarò decaduto Giacomo da sovrano dell'isola ed elesse quale nuovo monarca il fratello minore il principe Federico - giunto in Sicilia nel 1291 come luogotenente e che insieme ai nobili isolani aveva avversato e combattuto gli Angioini - il quale assunse il nome di Federico III di Sicilia. Nel frattempo nel possesso della Contea di Modica si insediò Manfredi Mosca, figlio di Federico, che abbandonò la causa siciliana rimanendo fedele al re Giacomo II di Aragona, ed alla sua scelta in favore degli Angioini e della Chiesa.
Il nuovo Re di Sicilia privò il Mosca del possesso della contea, che passò a sua sorella Isabella Mosca, e per diritto coniugale al di lei consorte Manfredi Chiaramonte Prefoglio, che per averlo servito nella sua causa, il 25 marzo 1296, investì della Contea di Modica:
Datu in Palermu el dia 25 de marzo del ano del Senor MCCXCVI.»
(Diploma di concessione del titolo di Conte di Modica del re Federico III di Sicilia a Manfredi I Chiaramonte)
Con i Chiaramonte la Contea di Modica, il cui territorio era limitato soltanto alla sua capitale, alla signoria di Scicli e alla terra di Pozzallo (proprietà del Conte di Modica), si ingrandì, poiché ad essa furono aggregate le signorie di Ragusa (con la terra di Gulfi compresa) e Caccamo (possedimento quest'ultimo della famiglia Chiaramonte in provincia di Palermo), che il Conte Manfredi aveva ereditato dal nonno materno Giovanni Prefoglio.. A Manfredi Chiaramonte fu inoltre assegnato, come si legge nel Diploma di concessione, il feudo di Spaccaforno. Intorno al 1299, il Conte Manfredi rifondò Gulfi, rasa al suolo dagli Angioini, con il nome di Chiaramonte.
Il 22 febbraio 1361 con diploma conferito dal re Federico IV di Sicilia, la Contea di Modica ottenne la giurisdizione criminale amplissima, istituendo così la Gran Corte, che da quel momento Modica non cessò più di avere. Nel 1391, i Chiaramonte fondarono La Commenda di San Giovanni Battista di Modica del Sovrano Militare Ordine Gerosolimitano di Rodi, che ebbe vita fino al XIX secolo.
I nobili di tutta Europa, accolti in qualità di Cavalieri Ospitalieri nel succitato "Sovrano Militare Ordine Gerosolimitano di Rodi e di Malta", abbreviato in Sovrano Militare Ordine di Malta (SMOM), vennero suddivisi, dopo il 1319, in varie compagnie, per nazione di provenienza. Erano esclusi dalla possibilità di essere accolti nella Sacra Milizia coloro che provenivano da città macchiate dall'onta del vassallaggio feudale, con la sola eccezione, in Sicilia, della ammissione degli uomini della contea di Modica, forse perché il signore di quel luogo appariva così potente da essere considerato nell'isola un piccolo re che sovrastava in forze, ricchezza ed autorità finanche alcuni piccoli sovrani dell'Italia centro settentrionale.
Nel periodo dei Chiaramonte (1296-1392), a Ragusa erano presenti solo alcuni aspetti amministrativi, come la Cancelleria e l'Archivio (in pratica gli archivi di famiglia Chiaramonte coincidevano con gli archivi comitali), per il motivo che si trovavano in quella sede dal momento in cui aveva preso possesso della Contea di Ragusa la signora Marchisia Prefoglio, moglie di Federico Chiaramonte, signore di Agrigento. Il Castello della famiglia Chiaramonte a Ragusa Ibla continuava ad essere la residenza preferita dai Conti quando visitavano la loro Contea, visto che la loro attività politica si svolgeva alla corte di Palermo, dove già nel 1307 avevano iniziato la costruzione del Palazzo Chiaramonte detto Steri, e dove risiedevano di norma.

### La Contea di ModicaRegnum in Regno: i Cabrera (1392-1565)
I Chiaramonte persero la Contea di Modica con Andrea, condannato alla decapitazione nel 1392 a Palermo dopo un sommario processo per presunto tradimento nei confronti della Corona d'Aragona, con il re Martino il Vecchio che aveva inviato una flotta a conquistare la Sicilia guidata dal generale il visconte catalano Bernardo Cabrera.
Il Visconte di Cabrera, Grande ammiraglio del Regno, il 5 giugno 1392 ricevette investitura dal re Martino I di Sicilia della Contea di Modica, con la formula sicut Ego in Regno Meo et Tu in Comitato tuo - contenuta nel documento d'investitura - che dotava questo territorio di ampia autonomia, e perciò nei secoli considerato un Regnum in Regno, tanto che le investiture erano in realtà una sorta di "atto dovuto", un cerimoniale che veniva fatto in date spesso posteriori all'insediamento dei nuovi conti, mentre il potere del conte in carica veniva esercitato senza alcuna soluzione di continuità.
Il 20 giugno 1392 il Re Martino concedette a Bernardo Cabrera un altro diploma con il quale alla Contea di Modica furono attribuiti diversi privilegi, tra cui il massimo imperio, di cui nessun territorio feudale della Sicilia godette. Modica divenne sede di un Tribunale di Gran Corte, con le stesse attribuzioni della Regia Gran Corte di Palermo, da cui era indipendente. Nel suo tribunale infatti, si poteva esercitare il diritto di appello, fino ad allora riservato esclusivamente dalla Regia Magna Curia di Palermo.
Il Tribunale della Gran Corte di Modica era presieduto dal Luogotenente del Conte, o dal Governatore, e composto di tre Giudici utriusque juris doctores e di un avvocato fiscale. Era sede inoltre della Curia di Appello non soltanto per le prime ma anche per le seconde appellazioni, che neppure la città di Palermo aveva: ad avere infatti il giudice delle seconde appellazioni erano, in Sicilia, soltanto il Conte di Modica e l'Arcivescovo di Monreale; tutte le altre città dovevano ricorrere per il secondo appello alla Regia Magna Curia.
Nel 1406 il Conte Cabrera codificò le Consuetudini di Modica, un insieme di norme giuridiche civili e penali preposto alla regolazione della vita sociale ed economica dei cittadini. Nel 1408 fu acquisito il casale di Biscari e integrato nella Contea, che poi però venne perso nel 1416 dopo una lite giudiziaria a seguito della quale fu assegnato al nobile catanese Antonio Castello.
A Bernardo Cabrera, morto nel 1423, succedette il figlio Bernardo Giovanni, che amministrò la Contea in maniera pessima: fu così che nel 1447 i cittadini ragusani, ormai esausti delle sue angherie e dei suoi soprusi, ma soprattutto delle sue ruberie e appropriazioni indebite, si ribellarono, assaltarono il castello, gli uccisero un figlio naturale, inchiodato in forma di crocifisso sul portone del Castello di Ragusa e bruciarono l'archivio feudale, distruggendo inconsciamente tutti i documenti di un secolo e mezzo di storia della Contea di Modica.  Il Conte Bernardo Giovanni, accusato di tirannia dal viceré Lope Ximénez de Urrea, che intervenne facendo sedare la rivolta, fu condannato al pagamento di 60.000 scudi. Per pagare questa sanzione inflittagli dal Viceré di Sicilia, il Conte di Modica non disponendo di questa cifra, fu costretto a ricavarla attraverso la vendita delle baronie di Alcamo, Calatafimi, Comiso, Giarratana, Monterosso e Spaccaforno, avvenute tra il 1450 e il 1455. Con la perdita di Comiso, Giarratana e Monterosso, la Contea di Modica vide perciò ridimensionato il proprio territorio.
Nel periodo del Conte Bernardo Giovanni iniziò la distribuzione dei terreni in enfiteusi ai contadini, che divennero piccoli proprietari de facto pagando un canone annuo al Conte. Nel giro di un secolo, i contadini più ricchi diventeranno proprietari di diritto delle loro terre, pagando un riscatto ai conti che si succedettero: fu così che nella Contea di Modica, con due secoli di anticipo rispetto al resto della Sicilia latifondista, nacque una ricca borghesia fondiaria.

### Gli Enríquez-Cabrera (1565-1742)

La Contea di Modica durante la reggenza di Sua Maestà, Re Filippo V di Spagna (1702-1720)

Il dominio dei Cabrera sulla Contea di Modica ebbe a concludersi nella seconda metà del XVI secolo: la famiglia si estinse con Anna de Cabrera y Moncada, morta nel 1565, la quale aveva sposato nel 1530 lo spagnolo Luis Enríquez y Girón, II duca di Medina de Rioseco. La famiglia Enriquez era di origine reale e discendeva dal re Alfonso XI di Castiglia, e i suoi esponenti ebbero la carica di Almirante di Castiglia.
Gli Enriquez presero perciò possesso della Contea, e nessun componente di questa famiglia risiedette stabilmente a Modica, ad eccezione di Luis Enríquez de Cabrera, III duca di Medina de Rioseco, che vi dimorò dal 1564 al 1566, poiché inviato dal padre per rimisurare tutte le terre assegnate in enfiteusi, onde recuperare quelle usurpate, che poi provvide ad assegnare nuovamente, racimolando denaro contante.
Uno di loro, Juan Alfonso Enríquez de Cabrera, V duca di Medina de Rioseco e XIX conte di Modica, fu viceré di Sicilia nel 1641-43 e viceré di Napoli nel 1644-46. Sua madre fu la contessa Vittoria Colonna, ed in suo onore venne intitolato il borgo di Vittoria, fondato per volontà della medesima sul vasto feudo di Boscopiano, nella parte occidentale della Contea, con licentia populandi concessa dal Viceré di Sicilia il 17 aprile 1606, confermata con regio privilegio dell'11 marzo 1607 ed esecutoriato il 29 maggio 1607. Il conte Juan Alfonso soggiornò nel 1643 a Modica, e il popolo in tripudio per la visita del suo Conte e Viceré, ebbe in dono dallo stesso il vessillo strappato ai francesi nella vittoriosa battaglia di Fontarabia, a cui prese parte. Fu il periodo di massimo splendore della Contea e di Modica in particolare, terza per importanza tra le città siciliane, tanto che lo storico Placido Carrafa, nel libretto Sycaniae descriptio del 1653, così scriveva: Triplex in Regno celebratur gubernium, Panormitanum, Messanense, Motucanum.
All'inizio del XVIII secolo ebbe inizio la guerra di successione spagnola, che interessò anche la Sicilia in quanto dominio del Regno di Spagna, e conte di Modica fu Juan Tomás Enríquez de Cabrera: Filippo di Borbone, duca d'Angiò fu incoronato nuovo Re con il nome di Filippo V di Spagna, come disposto per testamento dal defunto zio il re Carlo II di Spagna, ma la sua ascesa al trono del regno iberico venne contestata dai rappresentanti delle altre monarchie europee, in particolare gli Asburgo, che da tempo avanzavano pretese su di esso con l'insediamento dell'arciduca Carlo d'Austria. L'Enríquez si schierò in favore delle pretese asburgiche, e perciò il neosovrano borbonico nel 1702 lo condannò a morte per tradimento e alla confisca dei suoi beni, tra cui la stessa Contea di Modica che venne reintegrata al Regio Demanio.
La guerra di successione spagnola si concluse nel 1713 a seguito della Pace di Utrecht, nel cui trattato furono stabilite alcune condizioni, tra queste la cessione da parte spagnola del Regno di Sicilia al duca Vittorio Amedeo II di Savoia, che diventava così nuovo monarca dell'isola. Il Re di Spagna assunse il titolo di Conte di Modica, ma non si trattò di un ripristino dello Stato comitale, bensì della creazione di un'enclave spagnola nel territorio della Sicilia sabauda.
Il re Filippo V di Spagna, onde difendere l'autonomia e la sovranità della Contea dai tentativi di ingerenza sabauda, assegnò alla città di Modica un reggimento di cavalleria,  ed affiancò al Governatore - al cui comando erano da sempre 12 alabardieri - un ministro spagnolo con funzioni di controllo amministrativo. E infatti fu da Modica che nel 1718 partì il tentativo, da parte della Corona spagnola, di riconquistare la Sicilia, che tornò alla Spagna per due anni. Dalla contea rimasta spagnola partirono 500 soldati per Augusta, ma dopo qualche primo successo, il tentativo di riconquista di tutta la Sicilia andò a vuoto, in seguito alla sconfitta della flotta spagnola nella battaglia di Capo Passero. I Savoia scambiarono la Sicilia con la Sardegna, mentre Filippo V, col trattato dell'Aja del 1720, perse la Contea e tutta la Sicilia, che passarono all'Austria.

### Gli ultimi conti (1742-1816)

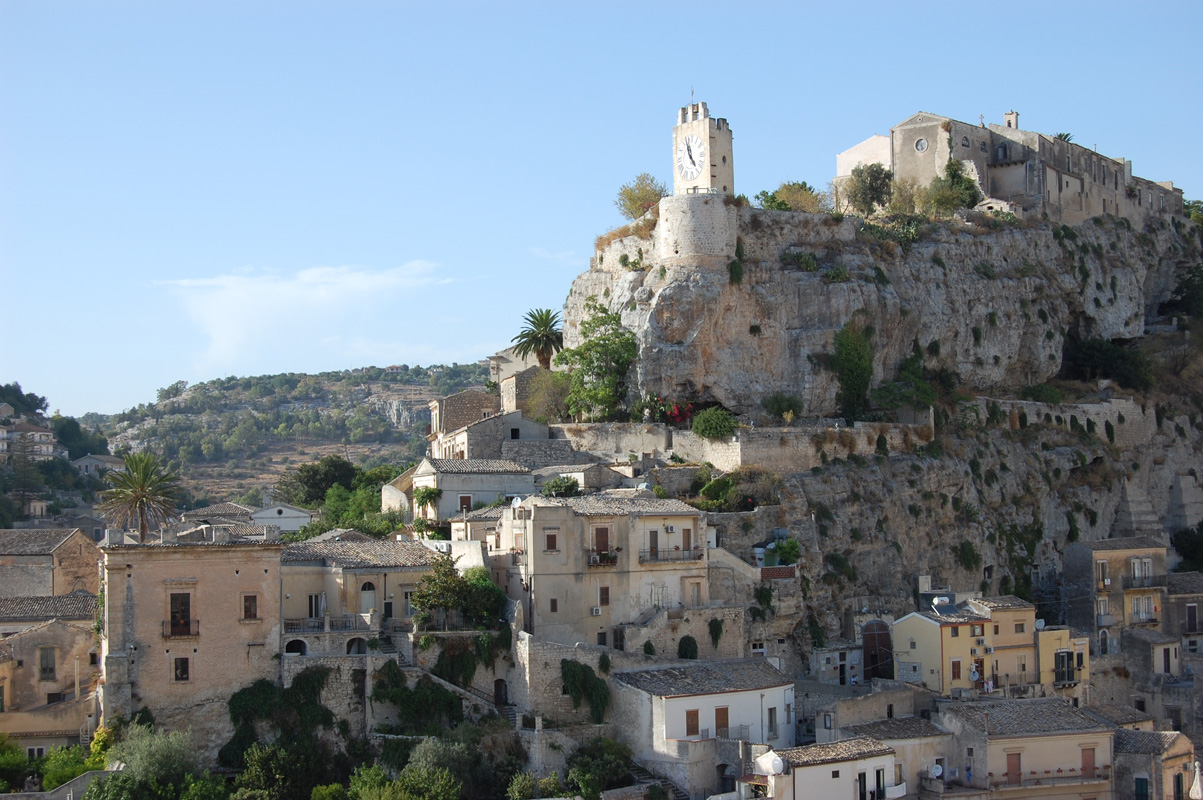
Vista del castello di Modica

Passato nel 1720 il Regno di Sicilia sotto la sovranità asburgica, nel 1722 l'Imperatore Carlo VI riconcesse la Contea agli Enríquez, assegnandola a Pascual Enríquez de Cabrera y Almansa, nipote ed erede legittimo di Giovanni Tommaso, che lo sostenne durante la guerra di successione spagnola, anche se l'investitura avvenne il 15 febbraio 1729. Morto nel 1740, non avendo avuto ottenuto discendenza dalla consorte Josefa Pacheco y Téllez-Girón dei Duchi di Uzeda, gli succedette la sorella María, morta nubile e senza eredi nel 1742.
Ultima rampolla dei Duchi Medina de Rioseco, prima di morire designò alla successione dei suoi beni una sua consanguinea, la nobildonna María Teresa Álvarez de Toledo y Haro dei Duchi di Alba, nipote di Juan Gaspar Enríquez de Cabrera y Sandoval, XX conte di Modica, che prese investitura degli Stati ereditati dagli Enríquez de Cabrera il 1º luglio 1742. Sposò Manuel José de Silva y Toledo, X conte di Galve, da cui ebbe tre figli, tra cui Fernando de Silva y Alvarez de Toledo, XII duca d'Alba. I Silva de Mendoza possedettero la Contea di Modica fino al 1802 con Maria Teresa Cayetana de Silva, XIII duchessa d'Alba, meglio nota semplicemente come Cayetana, famosa per aver avuto una relazione con il pittore Francisco Goya.
Non avendo avuto figli naturali, a Cayetana succedette nei titoli e nei beni il cugino Carlos Miguel Fitz-James Stuart y Silva, che fu anche l'ultimo feudatario. Con l'abolizione del feudalesimo nel 1812 e con la legge del 12 dicembre 1816, sancente la definitiva incorporazione del territorio della Contea nel Regno delle Due Sicilie, il titolo di Conte di Modica non fu collegato al possesso dell'immenso patrimonio di un tempo, ormai gravato da debiti e ipoteche, e finì in casa dei successivi Duchi d'Alba.

## Cronotassi dei Conti di Modica
| Immagine                 | Conte                                                      | Casata              | Inizio            | Fine              |
| Epoca feudale            | Epoca feudale                                              | Epoca feudale       | Epoca feudale     | Epoca feudale     |
| ------------------------ | ---------------------------------------------------------- | ------------------- | ----------------- | ----------------- |
|                          | Federico Mosca (disputato)                                 | Mosca               | 11 novembre 1282  | 1295              |
|                          | Manfredi Mosca (disputato)                                 | Mosca               | 1295              | 25 marzo 1296     |
|                          | Manfredi Chiaramonte Prefoglio                             | Chiaramonte         | 25 marzo 1296     | 1321              |
|                          | Giovanni Chiaramonte Sclafani                              | Chiaramonte         | 1321              | 1342              |
|                          | Manfredi Chiaramonte Palizzi                               | Chiaramonte         | 1342              | 1353              |
|                          | Simone Chiaramonte d'Aragona                               | Chiaramonte         | 1353              | 1353              |
|                          | Federico Chiaramonte Palizzi                               | Chiaramonte         | 1360              | 1363              |
|                          | Matteo Chiaramonte Moncada                                 | Chiaramonte         | 1363              | 1369              |
|                          | Manfredi Chiaramonte                                       | Chiaramonte         | 1369              | novembre 1391     |
|                          | Andrea Chiaramonte                                         | Chiaramonte         | novembre 1391     | 1º giugno 1392    |
|                          | Bernardo Cabrera Foix                                      | Cabrera             | 1º giugno 1392    | settembre 1423    |
|                          | Bernardo Giovanni Cabrera d'Aragona                        | Cabrera             | settembre 1423    | 14 maggio 1466    |
|                          | Giovanni Cabrera Prades                                    | Cabrera             | 14 maggio 1466    | 1474              |
|                          | Giovanni Cabrera Ximénez                                   | Cabrera             | 1474              | 1477              |
|                          | Anna Cabrera Ximénez                                       | Cabrera             | 1477              | 1526              |
|                          | Anna de Cabrera y Moncada                                  | Cabrera             | 1526              | 1565              |
|                          | Luis Enríquez de Cabrera                                   | Enríquez de Cabrera | 1565              | 1596              |
|                          | Luis Enríquez de Cabrera y Mendoza                         | Enríquez de Cabrera | 1596              | 1600              |
|                          | Juan Alfonso Enríquez de Cabrera                           | Enríquez de Cabrera | 1600              | 6 febbraio 1647   |
|                          | Juan Gaspar Enríquez de Cabrera y Sandoval                 | Enríquez de Cabrera | 6 febbraio 1647   | 1691              |
|                          | Juan Tomás Enríquez de Cabrera y Álvarez de Toledo         | Enríquez de Cabrera | 1691              | 1702              |
|                          | Filippo V di Spagna                                        | Borbone             | 1702              | 1720              |
| Sede vacante (1720-1722) |                                                            |                     |                   |                   |
|                          | Pascual Enríquez de Cabrera y Almansa                      | Enríquez de Cabrera | 1722              | 1740              |
|                          | María Enríquez de Cabrera y Almansa                        | Enríquez de Cabrera | 1740              | 1742              |
|                          | María Teresa Álvarez de Toledo y Haro                      | Álvarez de Toledo   | 1742              | 1755              |
|                          | Fernando de Silva y Álvarez de Toledo                      | Álvarez de Toledo   | 1755              | 15 novembre 1776  |
|                          | María del Pilar Teresa Cayetana de Silva Álvarez de Toledo | Álvarez de Toledo   | 15 novembre 1776  | 23 luglio 1802    |
|                          | Carlos Miguel Fitz-James Stuart y Silva                    | Fitz-James Stuart   | 23 luglio 1802    | 12 dicembre 1816  |
| Epoca post-feudale       |                                                            |                     |                   |                   |
|                          | Carlos Miguel Fitz-James Stuart y Silva                    | Fitz-James Stuart   | 12 dicembre 1816  | 7 ottobre 1835    |
|                          | Jacobo Fitz-James Stuart y Ventimiglia                     | Fitz-James Stuart   | 7 ottobre 1835    | 10 luglio 1881    |
|                          | Carlos María Fitz-James Stuart y Palafox                   | Fitz-James Stuart   | 10 luglio 1881    | 15 ottobre 1901   |
|                          | Jacobo Fitz-James Stuart y Falcó                           | Fitz-James Stuart   | 15 ottobre 1901   | 24 settembre 1953 |
|                          | Cayetana Fitz-James Stuart                                 | Fitz-James Stuart   | 24 settembre 1953 | 20 novembre 2014  |
|                          | Carlos Fitz-James Stuart y Martínez de Irujo               | Fitz-James Stuart   | 20 novembre 2014  | in carica         |